# Alba Iulia
Alba Iulia (en húngaro: Gyulafehérvár, en alemán: Karlsburg/Weißenburg) es una ciudad rumana, capital del distrito de Alba, en Transilvania. Está situada a orillas del río Mureş y cuenta con una población de 58 681 habitantes (2011). 

## Historia
En la antigüedad existió aquí una población dacia llamada Apulon, mencionada por el antiguo geógrafo griego Ptolomeo. Tras la conquista de la Dacia por los romanos, la ciudad fue conocida como Apulum y fue el mayor centro urbano de la Dacia Romana, después de que los dacios fueran vencidos por el emperador Trajano en 106, y se convirtió en sede de la XIII Legión Gémina.
En el siglo IX la ciudad aparece mencionada en documentos de la época como Bălgrad ("Ciudadela Blanca"). En el siglo X fue elegida por el duque dacio Gelou, de religión ortodoxa, como capital de su territorio. Tras la adopción del cristianismo católico por el rey húngaro Esteban I, quien derrotó a Gyula, se levantó aquí una primera catedral en el siglo XI (aunque la catedral católica actual procede de los siglos XII y XIII). En 1442 Juan Hunyadi (1387-1456), voivoda de Transilvania, utilizó la fortaleza como base para guerrear contra los turcos otomanos. Asimismo amplió el edificio de la catedral, donde desde su muerte se conserva su sepulcro.
En 1541, Alba Iulia pasó a ser la capital del Principado de Transilvania, situación que se prolongó hasta 1690. 
En noviembre de 1599, Miguel el Bravo, voivoda de Valaquia, entró triunfalmente en Alba Iulia tras su victoria en la batalla de Şelimbăr y se convirtió en gobernador de Transilvania. En 1600, Miguel ganaría el control de Moldavia, reuniendo así los tres principados bajo su gobierno antes de ser asesinado en 1601 por agentes al servicio de Giorgio Basta. A pesar de su corta duración, el logro de Miguel el Bravo constituye un hecho de gran importancia histórica para los rumanos al representar la primera unificación de los tres principados históricos de Valaquia, Moldavia y Transilvania, los cuales en la actualidad se hallan mayoritariamente poblados por rumanos. 
Durante el reinado del príncipe Gabriel Bethlen, la ciudad se dotó de una academia, hecho que se considera uno de los hitos más importantes de su historia cultural. Entre otros acontecimientos importantes ligados al desarrollo urbano destacan la fundación de la Biblioteca Batthyanaeum en el siglo XVIII y la llegada del ferrocarril en el siglo XIX. 
El 1 de diciembre de 1918 se celebró en Alba Iulia la proclamación solemne de la unión de Transilvania al reino de Rumanía. El día se celebra desde entonces en Rumania como el día de la unificación. En 1922, Fernando de Rumania fue coronado simbólicamente rey de Rumania en Alba Iulia, un acto que honraba la proeza de Miguel el Bravo.

## Puntos de interés
Los principales lugares de interés de Alba Iulia se encuentran en el recinto de la ciudadela histórica. La construcción actual de la ciudadela (cetatea) se llevó a cabo en 1716-1735, durante el reinado de Carlos VI de Habsburgo. En su honor, la fortaleza se denominó Alba Carolina, y la propia ciudad recibió en alemán el nombre de Karlsburg ("Ciudad de Carlos"). 
Dentro del recinto de la fortaleza se encuentran:
- La catedral de San Miguel (católica, construida en el siglo XIII en estilo gótico). En el templo descansan los restos de Juan Hunyadi y de la reina de Hungría Isabel Jagellón, polaca de nacimiento.
- El Palacio Episcopal.
- El palacio que alberga la sede de la Biblioteca Batthyaneum, fundada en 1784 por el obispo Ignatiu Bathyani (1741-1798), que contiene más de 60 000 volúmenes, entre ellos muchos manuscritos e incunables de gran valor.
- La Catedral de la Reunificación (Catedrala Reîntegririi, ortodoxa) construida en 1921-1922 e inspirada en la iglesia de Târgovişte. Aquí fue coronado Fernando I como rey de Rumanía en 1922. El conjunto está dominado por un campanario de 58 m de altura, acabado en una cúpula soportada por columnas.
- La Sala de la Unión (Sala Unirii), en la que se proclamó en 1918 la unión de Transilvania al reino de Rumanía.

Junto a la puerta occidental de la ciudadela se encuentra el Obelisco de Horea, Cloşca y Crişan (1937), que conmemora el ajusticiamiento de los cabecillas de la revuelta que tuvo lugar en Transilvania entre 1784 y 1785 en contra de la servidumbre feudal y a favor de la equiparación de derechos entre los rumanos y las otras etnias de la región.

## Hermanamientos
- Alcalá de Henares (España)
- Alessandria (Italia)
- Arnsberg (Alemania)
- Chişinău (Moldavia)
- Düzce (Turquía)
- Egio (Grecia)
- Nazareth Illit (Israel)
- San Benedetto del Tronto (Italia)
- Sliven (Bulgaria)
- Székesfehérvár (Hungría)
- Varese (Italia)